# Quiet Is the New Loud
Albums de Kings of Convenience
Versus
(2001)
Singles
1. Toxic Girl
Sortie : 1999
2. Failure
Sortie : 1999
3. Winning a Battle, Losing the War
Sortie : 2001

Quiet Is the New Loud est le premier album du duo norvégien d'indie pop Kings of Convenience, sorti en 2001.

## Fiche technique

### Titres
Toutes les chansons sont écrites et composées par Eirik Glambek Bøe et Erlend Øye, sauf mention contraire.
| No  | Titre                                 | Auteur                                      | Durée |
| --- | ------------------------------------- | ------------------------------------------- | ----- |
| 1.  | Winning a Battle, Losing the War      |                                             | 3:54  |
| 2.  | Toxic Girl                            |                                             | 3:09  |
| 3.  | Singing Softly to Me                  |                                             | 3:09  |
| 4.  | I Don't Know What I Can Save You From |                                             | 4:37  |
| 5.  | Failure                               |                                             | 3:33  |
| 6.  | The Weight of My Words                |                                             | 4:07  |
| 7.  | The Girl from Back Then               |                                             | 2:29  |
| 8.  | Leaning Against the Wall              |                                             | 3:18  |
| 9.  | Little Kids                           |                                             | 3:46  |
| 10. | Summer on the Westhill                |                                             | 4:33  |
| 11. | The Passenger                         |                                             | 3:13  |
| 12. | Parallel Lines                        | Eirik Glambek Bøe, Erlend Øye, Daisy Simons | 5:11  |

### Musiciens
- Kings of Convenience :
  - Erlend Øye : chant principal sur Failure, chœurs, guitares acoustiques et électriques, piano, batterie, percussions, arrangements des cordes
  - Eirik Glambek Bøe : chant principal sur tous les morceaux sauf Failure, chœurs, guitares acoustiques et électriques, piano, batterie, arrangements des cordes

- Musiciens supplémentaires :
  - Tarjei Strøm : batterie
  - Ben Dumville : trompette sur Singing Softly to Me
  - Matt McGeever : violoncelle sur Winning a Battle, Losing the War
  - Ian Bracken : violoncelle sur I Don't Know What I Can Save You From, Failure, Leaning Against the Wall et Summer on the Westhill

### Équipe technique
- Erlend Øye : producteur
- Eirik Glambek Bøe : producteur
- Ken Nelson : producteur, ingénieur du son sur tous les morceaux sauf Toxic Girl et Failure
- Andrea Wright : assistante ingénieur du son sur tous les morceaux sauf Toxic Girl et Failure
- Morten Arnetvedt : ingénieur du son sur Toxic Girl et Failure
- Chris Ludd : mastering

### Classements et certifications
| Classement                     | Meilleure position |
| ------------------------------ | ------------------ |
| France (SNEP)                  | 103                |
| Norvège (VG-lista)             | 1                  |
| Royaume-Uni (UK Singles Chart) | 72                 |

| Pays              | Certification | Date        | Ventes certifiées |
| ----------------- | ------------- | ----------- | ----------------- |
| Royaume-Uni (BPI) | Argent        | 5 juin 2015 | 50 000            |